# Zvonice (Stará Voda)
Dřevěná hranolová zvonice na čtvercovém půdorysu pocházející z 2. poloviny 18. století se nalézá u křižovatky místních komunikací na návsi obce Stará Voda v okrese Hradec Králové. Zvonice byla postavena jako součást místního kostela svatého Václava (Stará Voda). Zvonice je od roku 1958 chráněna jako nemovitá kulturní památka ČR.

## Popis
Mohutná dřevěná zvonice s konstrukci z dubových trámů a s vchodem na západní straně je vybudovaná na čtvercovém půdorysu. Jehlancová střecha s makovicí a křížkem na vrcholku je kryta šindelem. V patře jsou na každé straně dvě obdélníková okna zakrytá okenicemi.
V roce 2013 byla provedena rekonstrukce střechy zvonice.

## Galerie

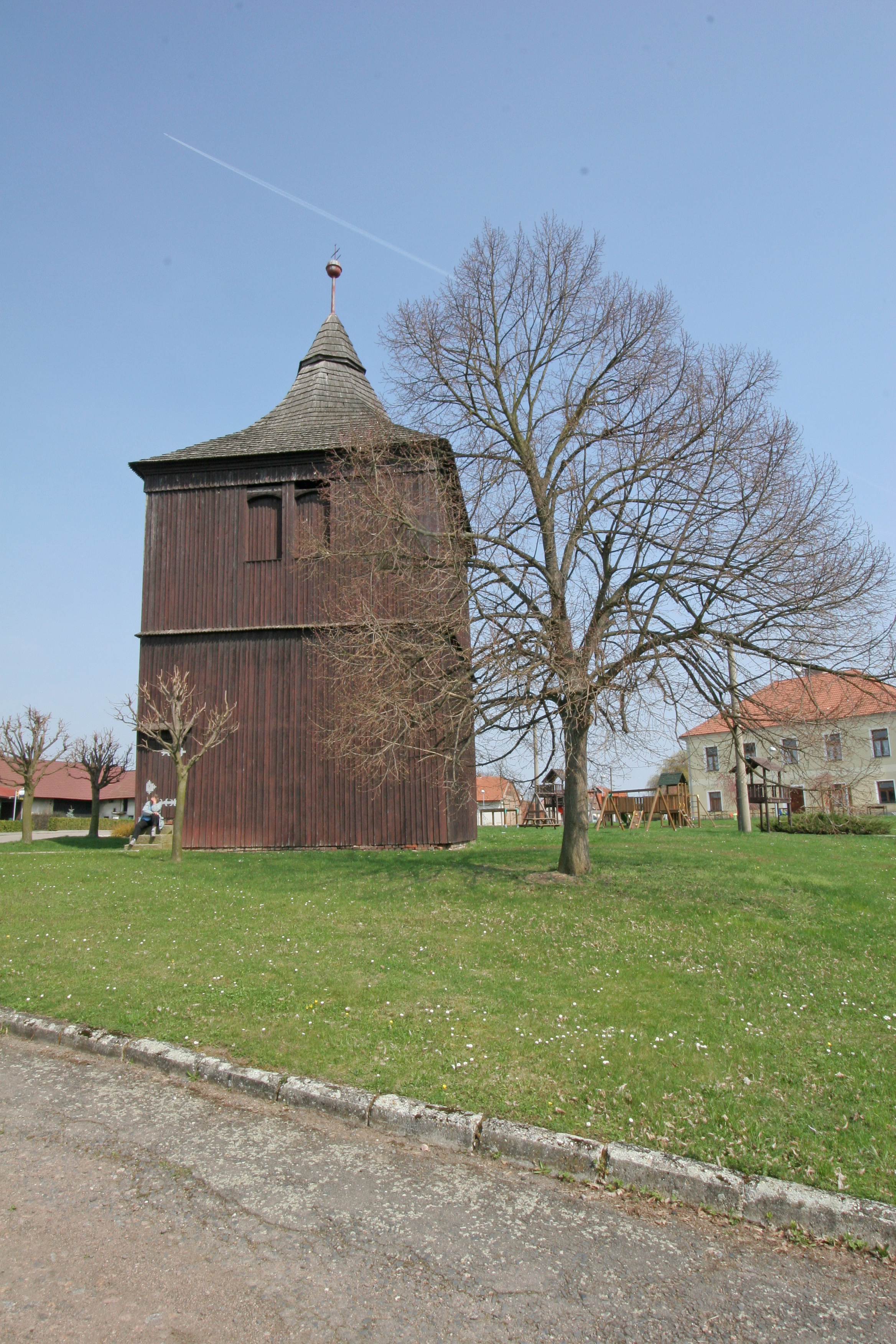
Zvonice ve Staré Vodě
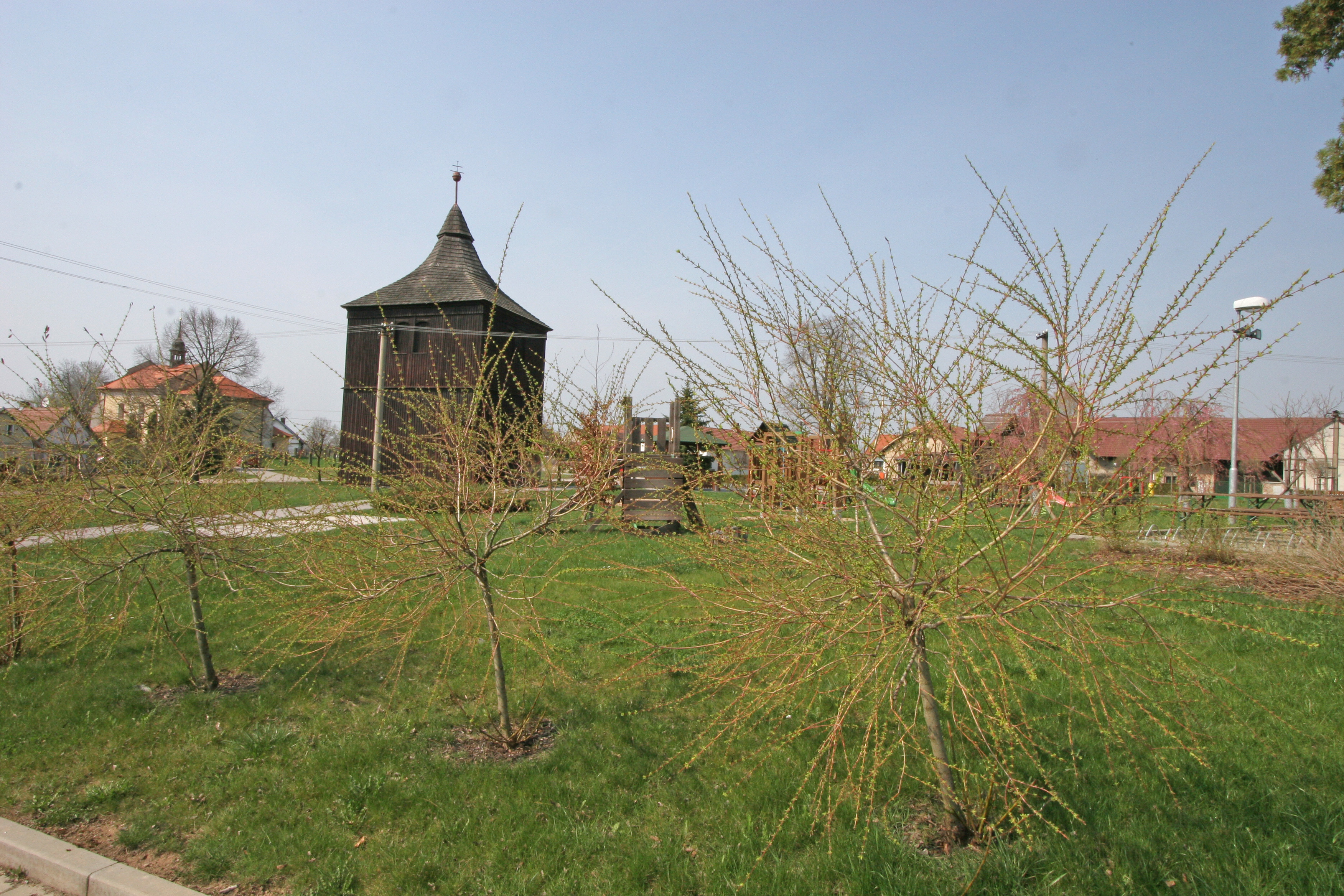
Zvonice ve Staré Vodě
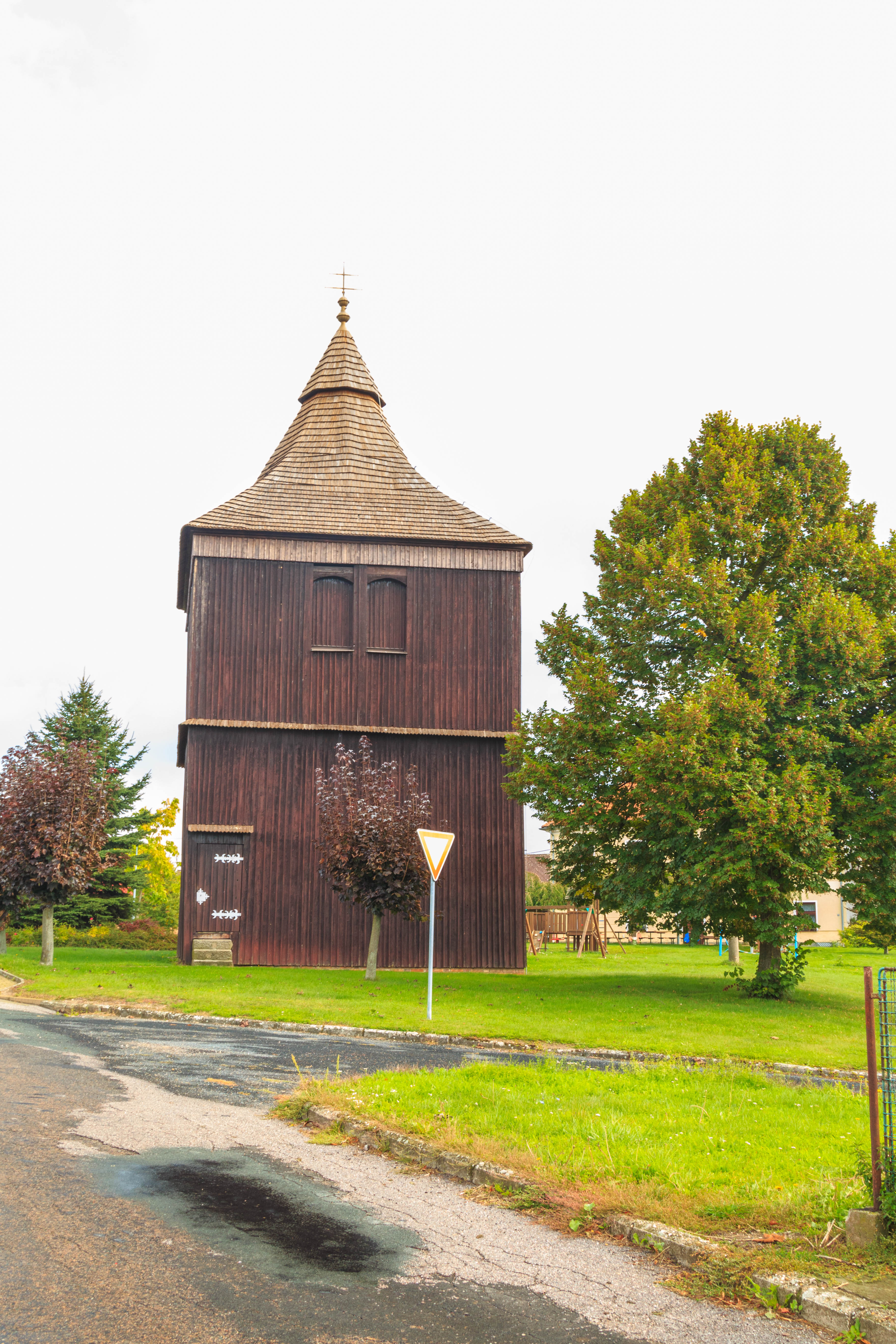
Zvonice ve Staré Vodě